# Vágvölgyi Tibor
Vágvölgyi Tibor, 1945-ig Wiener/Viener (Rákospalota, 1911. április 13. – Budapest, 1983. november 20.) pártmunkás, kiadói vezető.

## Élete
Wiener Emil magánhivatalnok és Fischl Erzsébet (1884–1944) gyermekeként született zsidó családban. Középiskolai tanulmányai befejezése után kereskedelmi tisztviselőként dolgozott. 1929-ben belépett a Magántisztviselők Országos Szövetségébe, majd egy évvel később a Magyarországi Szociáldemokrata Párt tagja lett, s egyből bekapcsolódott a párt ifjúsági szervezetének, az Országos Ifjúsági Bizottság (OIB) munkájába. 1936 elején megválasztották az OIB titkárává, amelyet 1940-ig látott el, s közben 1937 végétől 1938 márciusáig szellemi szükségmunkás volt. Politikai munkája és baloldali állásfoglalása miatt gyakran került hosszabb-rövidebb időre rendőri felügyelet alá. Titkári évei alatt szorosan együttműködött kommunista fiatalokkal, illetve vezetőikkel, köztük például Kulich Gyulával és Ságvári Endrével. 1944–45-ben illegalitásban élt. 1945 januárjában ismét bekapcsolódott az MSZDP munkájába. A párt Ideiglenes Intéző Bizottsága a párt oktatási osztályának élére nevezte ki. Tagja lett az Ideiglenes Nemzetgyűlésnek, és 1953-ig folyamatosan országgyűlési képviselő volt. 1945 közepén az MSZDP Fővárosi Végrehajtó Bizottságának titkárává választották. A szociáldemokrata párt 1945-ös kongresszusától 1948 közepéig a központi vezetőség tagja volt. A két munkáspárt egyesülése után, 1948 júniusában beválasztották az MDP Központi Vezetőségébe, amelynek 1956-ig volt tagja, s egyben az MDP Nagybudapesti Bizottságának titkárhelyettese. 1949-ben a Munkásmozgalmi Intézet igazgatóhelyettese lett. 1952-ben a Budapesti Tudományegyetemen történelem szakos tanári diplomát szerzett. 1951–52-ben a Közoktatásügyi Kiadó Vállalat igazgatóhelyettese, 1952-től a Tankönyvkiadó Vállalat igazgatóhelyettese, illetve igazgatója volt 1955-től 1973-ban történt nyugdíjba vonulásáig. 1948 és 1956 között az MDP Központi Vezetőségének, 1970 és 1980 között az MSZMP Központi Ellenőrző Bizottságának tagja volt. 1950-től 1983-ig egyaránt tagja volt a Budapesti Pártbizottságnak és a Fővárosi Tanácsnak. Írásai megjelentek a Szocializmus és a Népszava hasábjain.
Házastársa Grünhut Fülöp és Reisz Sarolta lánya, Grünhut Gabriella volt, akit 1941. április 19-én Budapesten, a Józsefvárosban vett nőül. Lánya Vágvölgyi Vera. Fia Vágvölgyi János.
1983. november 20-án halt meg. Temetése a Fiumei úti sírkert Munkásmozgalmi Panteonjában volt.

## Főbb művei
- Pártépítés-országépítés. A magyar dolgozók szabadságharcának tűzvonalából (Budapest, 1946)
- A Rákóczi forradalom története (Budapest, 1948)
- A magyar jakobinusok köztársasági mozgalma (Budapest, 1968; szlovénül: Ljubljana, 1975)

## Díjai, elismerései
- Magyar Köztársasági Érdemrend tisztikeresztje (1948)
- Magyar Népköztársasági Érdemrend III. fokozata (1950)
- Munka Érdemrend (1955; 1961)
- Munka Érdemrend arany fokozata (1968)
- A Munka Vörös Zászló Érdemrendje (1971)
- Szocialista Magyarországért Érdemrend (1981)